# شهرستان گیلپین (کلرادو)
شهرستان گیلپین، کلرادو (به انگلیسی: Gilpin County, Colorado) یک سکونتگاه مسکونی در ایالات متحده آمریکا است که در کلرادو واقع شده‌است.

## خصوصیات
شهرستان گیلپین ۳۸۸٫۵ کیلومترمربع مساحت دارد.